# 2012年ロンドンオリンピックのギニア選手団
2012年ロンドンオリンピックのギニア選手団（2012ねんロンドンオリンピックのギニアせんしゅだん）は、2012年7月27日から8月12日までイギリスのロンドンで開催されたロンドンオリンピックギニア選手団の名簿。

## 選手団
- 人員: 選手 4人
- 開会式旗手: Facinet Keita

## 種目別選手・スタッフ名簿及び成績

### 陸上競技
- Mamadou Barry（男子1500m）4分5秒08 予選敗退
- Aissata Toure（女子100m）13秒25 予備予選敗退

### 柔道
- Facinet Keita（男子100kg超級）第1回戦敗退

### 競泳
- Dede Camara（女子100m平泳ぎ）1分38秒54 予選敗退